# سوهاوه مرزا
سوهاوه مرزا (به انگلیسی: Sohawa Mirza) یک شهر در پاکستان است که در اسلام‌آباد واقع شده‌است. سوهاوه مرزا ۴۴۳ متر بالاتر از سطح دریا واقع شده‌است.